# Torn automàtic
El torn automàtic és un tipus de torn que està programat (automatitzat) per dur a terme tot el seu procés productiu. Pot arribar a estar tan automatitzat que, fins i tot, es poden obtenir les peces a partir d'una barra de gran longitud que el torn talla adequadament.
Aquests torns es poden classificar com:
1. Amb un utillatge i amb les eines radials.
2. Amb diversos utillatges.

Els torns d'un utillatge s'acostumen a fer server per a mecanitzar peces petites i de grans cadenes de producció. Per peces de grans dimensions es faria servir un torn amb diversos utillatges.
El temps per preparar un torn automàtic és molt elevat, ja que s'han d'automatitzar tots els moviments mitjançant lleves.
El mecanitzat d'aquestes peces és a l'aire, ja que no tenen contrapunt.